# Ермаков, Иван Прохорович
Иван Прохорович Ермаков (28 августа 1900 года, посёлок Нижняя Крынка, ныне Макеевский городской совет, Донецкая область — 23 марта 1964 года, Москва) — советский военный деятель, Генерал-майор танковых войск (1943 год).

## Начальная биография
Иван Прохорович Ермаков родился 28 августа 1900 года в посёлке Нижняя Крынка ныне Макеевского городского совета Донецкой области.

## Военная служба

### Гражданская война
В январе 1918 года вступил в ряды 1-го партизанского отряда, в составе которого принимал участие в боевых действиях на Южном фронте. С июля 1919 года служил в штабе войск ВОХР красноармейцем и командиром отделения. В сентябре того же года был направлен на учёбу в 1-ю Московскую кавалерийскую школу, после окончания которой в 1922 году был назначен на должность помощника командира взвода в 6-м кавалерийском полке.

### Межвоенное время
С декабря 1924 года Ермаков служил в ремонтном кавалерийском депо Северо-Кавказского военного округа на должностях командира взвода, временно исполняющего должности помощника командира эскадрона и руководителя спорта. С октября 1926 года служил на должностях командира взвода отдельного пулемётного эскадрона, начальника хозяйственного довольствия полка и командира эскадрона в 26-м и 19-м кавалерийских полках.
В 1930 году окончил курсы усовершенствования хозяйственников Киевского военного округа при объединенной школе командиров РККА имени С.С. Каменева , а в октябре 1932 года — кавалерийские курсы усовершенствования командного состава в Новочеркасске.
В феврале 1933 года был назначен на должность начальника полковой школы 21-го кавалерийского полка, а с августа 1936 года служил в особом кавалерийском полку НКО на должностях командира эскадрона, начальника полковой школы и помощника командира полка по хозяйственной части.
В январе 1940 года был назначен на должность командира 26-го кавалерийского полка (1-я особая кавалерийская бригада им. И. В. Сталина), а в марте 1941 года — на должность командира 91-го танкового полка (46-я танковая дивизия, 21-й механизированный корпус, Московский военный округ).

### Великая Отечественная война
23 июня 21-й механизированный корпус был включён в состав Северо-Западного фронта, после чего принимал участие в ходе приграничного сражения в районе Даугавпилс, ведя тяжёлые боевые действия против 4-й танковой группы противника, а затем отступал на псковском направлении.
В сентябре 1941 года Ермаков был назначен на должность командира 22-й танковой бригады, которая принимала участие в битве за Москву, в ходе которой вела оборонительные бои в районе Волоколамска, Можайска и Звенигорода, а затем наряду со 2-м гвардейским кавалерийским корпусом под командованием генерала Л. М. Доватора принимал участие в рейде по тылам противника. В октябре 1942 года в ходе боевых действий в районе Ржева Ермаков был тяжело ранен. Ещё находясь на лечении в госпитале, был назначен на должность заместителя командующего 31-й армией по танковым вопросам, однако в ноябре был назначен на эту же должность в 1-й гвардейской армии.
В феврале 1943 года был назначен на должность командующего бронетанковыми и механизированными войсками 3-й гвардейской армии, в октябре того же года — на должность заместителя командира, а в апреле 1945 года — на должность командира 5-го гвардейского механизированного корпуса, который принимал участие в ходе Берлинской наступательной операции и награждён орденом Красного Знамени за отличия при ликвидации группировки противника, окружённой юго-восточнее Берлина. В ходе Пражской наступательной операции Ермаков проявил мужество и храбрость, умело управлял частями корпуса, широко применяя манёвр, разведку и бой на уничтожение противника, за что был награждён орденом Суворова 2 степени.

### Послевоенная карьера
После войны Ермаков продолжил командовать 5-м гвардейским механизированным корпусом, а после его расформирования в июне 1946 года был назначен на должность командира 24-й гвардейской механизированной дивизии, в июне 1947 года — на должность командира 19-й гвардейской механизированной дивизии в составе Группы советских войск в Германии.
В феврале 1949 года был направлен на академические курсы усовершенствования офицерского состава при Военной академии бронетанковых и механизированных войск, по окончании которых в декабре того же года был назначен на должность заместителя командира по бронетанковым и механизированным войскам 16-го гвардейского стрелкового корпуса, а в феврале 1954 года — на должность помощника командира 6-го стрелкового корпуса по бронетанковой технике.
Генерал-майор танковых войск Иван Прохорович Ермаков в октябре 1954 года вышел в запас. Умер 23 марта 1964 года в Москве. Похоронен на Ваганьковском кладбище.

## Награды
- Орден Ленина;
- Три ордена Красного Знамени;
- Орден Суворова 2 степени;
- Орден Богдана Хмельницкого 2 степени;
- Орден Красной Звезды;
- Медали[1].